# لو أندروس
لو أندروس (بالإنجليزية: Lou Andrus)‏ هو لاعب كرة قدم أمريكية أمريكي، ولد في 10 يوليو 1943 في موراي في الولايات المتحدة.

## وصلات خارجية
- لو أندروس على موقع كلية كرة السلة في سبورتس رفرنس.كوم (الإنجليزية)
- لو أندروس على موقع مرجع كرة القدم المحترفة.كوم (الإنجليزية)